# Zatoka Bakijska
Zatoka Bakijska (azer. Bakı körfəzi, Bakı buxtası) — naturalna przystań portu w Baku oraz miejsce cumowania lokalnego klubu jachtowego, znajdująca się na południowym brzegu Półwyspu Apszerońskiego w Azerbejdżanie. Ma powierzchnię ok. 50 km² i długość jej linii brzegowej wynosi ok. 20 km. Zatoka graniczy na wschodzie z przylądkiem Sultan, na południowym zachodzie z przylądkiem Şıx i wyspami Kiçik Zirə, Daş Zirə i Böyük Zirə na południu i południowym wschodzie. Te wyspy są częścią archipelagu Baku.
Podczas ciężkich burz z silnym wiatrem, wysokość fal w zatoce może osiągnąć 1,5 m.